# Valentin Houdé
Valentin Aditi Houdé est une personnalité politique du Bénin. Chef de partie politique, il est élu plusieurs fois député et plusieurs fois ministre dans les gouvernements de Mathieu Kérékou et Boni Yayi.

## Carrière
Valentin Houdé est élu député de la 3e à la 7e législature du Bénin. Ancien questeur de l'Assemblée Nationale, il crée avec ses amis le 9 décembre 2018 le parti Dynamique Unitaire pour la démocratie et le développement (DUD),,,. Il est dans le gouvernement du Général Mathieu Kérékou, ministre chargé des relations avec les institutions et celui de Ministre de la Jeunesse, des Sports et des Loisirs. Le 22 octobre 2008, à la suite d'un nouveau remaniement ministériel opéré par Boni Yayi, il est nommé au poste de ministres des sports et des loisirs,.